# Janasz-Palast

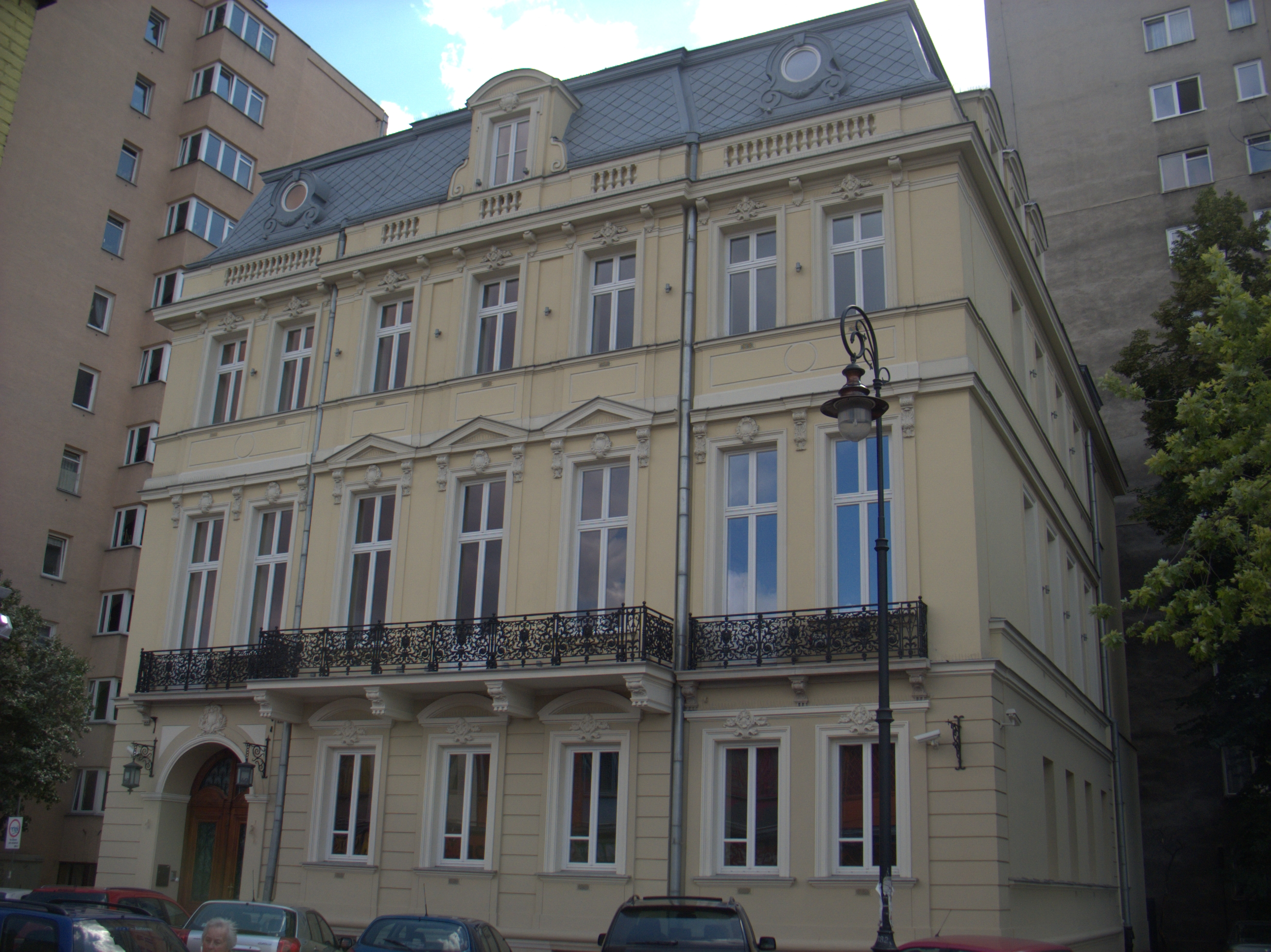
Frontfassade des von Nachkriegs-Wohnblocks umgebenen Palastes an der Ulica Zielna. Der Eingang befindet sich links des dezenten Mittelrisalits

Der Janasz-Palast (auch Czacki-Palast genannt, polnisch: Pałac Janaszów oder Czackich) ist ein Stadtpalais vom Ende des 19. Jahrhunderts in Warschau. Da er an der Straßenbebauungsflucht liegt,  unterscheidet er sich von den üblichen Warschauer Palästen (mit Ehrenhof). Die Adresse ist: Ulica Zielna 49, Innenstadtdistrikt.

## Geschichte
Der kleine Palast wurde in den Jahren 1874 bis 1875 nach einem Entwurf von Jan Kacper Heurich für den Bankier Jakub Janusz errichtet. Er gehört zu den wenigen Vorkriegsgebäuden, die in diesem westlich der Ulica Marszałkowska gelegenen Stadtviertel erhalten sind. Rund 100 Meter südlich, ebenfalls an der Zielna gelegen, befindet sich das PAST-Gebäude. Der Stil des Palastes erinnert an die französische Spätrenaissance, er verfügt über drei Geschosse sowie ein steiles Mansarddach im französischen Stil.
1893 fiel das Gebäude in Erbfolge an die Witwe Rosa Janasz und deren beiden Töchter Wiktoria Krzywoszewska und Julia Gutmanowa. Die Angehörigen verkauften das Objekt im gleichen Jahr an das Ehepaar Feliks und Zofia Czacki. Nach dem Tod der Eltern fiel der Palast im Jahr 1911 an Stanisław Czacki. Seit dem Jahr 1915 befand sich im Gebäude ein Heim für blinde Kinder, zunächst unter der Leitung von Róża Czacka, der späteren Oberin Elizabeth von der Kongregation der Franziskanerinnen zum Dienste am Heiligen Kreuz in Laski (polnisch: Zgromadzenia Sióstr Franciszkanek Służebnic Krzyża w Laskach). Anschließend gehörte das Gebäude einer Jadwigia Broel-Plater und wurde in der Vorkriegszeit als Mietshaus genutzt. Von 1939 bis 1951 war der Industrieverband der Stahlunternehmer (polnisch: Polskiego Związku Przemysłowców Metalowych) Eigentümer und Nutzer des Palastes.
Bereits zu Beginn des Zweiten Weltkriegs und dann erneut bei den hier erbittert geführten Kämpfen des Warschauer Aufstandes 1944 wurde der Palast beschädigt. Von  1970 bis 1973 erfolgte eine umfangreiche Sanierung des Objektes. In Folge wurde hier der Sitz der Direktion der Staatlichen Werkstätten für Denkmalpflege (polnisch: Przedsiębiorstwa Państwowego Pracownie Konserwacji Zabytków - PKZ) untergebracht.